# Estoril Open 2009

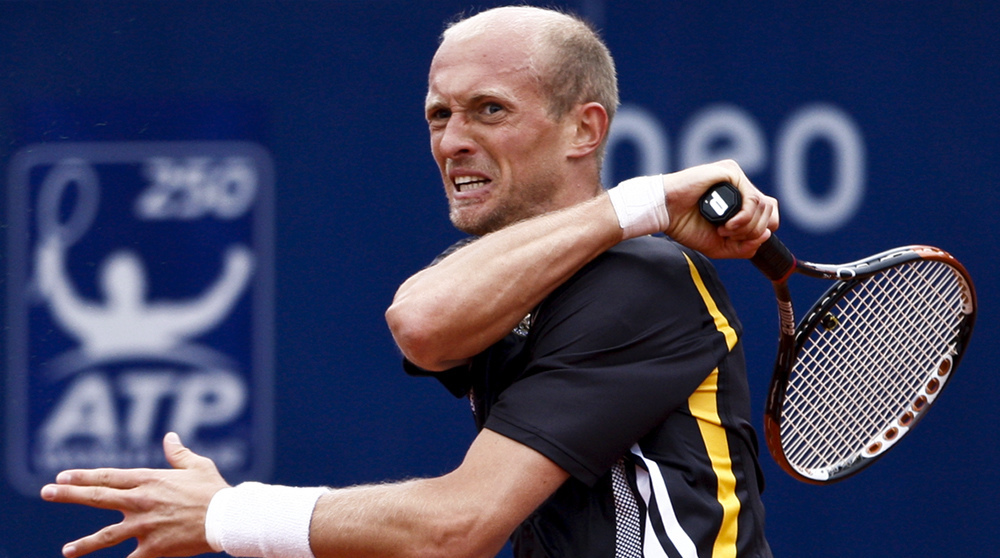
Nikolaj Davydenko all'Estoril Open 2009

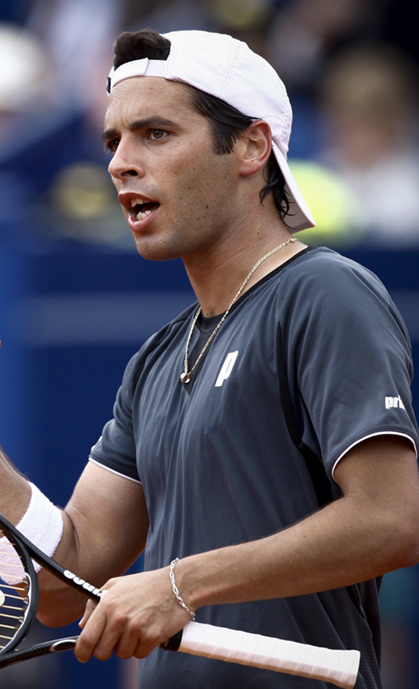
il vincitore del torneo Albert Montañés

L'Estoril Open 2009   è stata la 20ª edizione del torneo. Esso faceva parte dell'ATP World Tour 250 series nell'ambito dell'ATP World Tour 2009 e della International nell'ambito del WTA Tour 2009. È stato un evento a cui hanno preso parte sia gli uomini che le donne e si è giocato sulla terra rossa dell'Estádio Nacional a Oeiras in Portogallo, dal 2 al 10 maggio 2009.

## Partecipanti ATP

### Teste di serie
| Giocatori         | Nazionalità | Ranking* | Testa di serie |
| ----------------- | ----------- | -------- | -------------- |
| Gilles Simon      | Francia     | 7        | 1              |
| Nikolaj Davydenko | Russia      | 11       | 2              |
| David Ferrer      | Spagna      | 14       | 3              |
| James Blake       | Stati Uniti | 16       | 4              |
| David Nalbandian  | Argentina   | 18       | 5              |
| Mardy Fish        | Stati Uniti | 28       | 6              |
| Albert Montañés   | Spagna      | 33       | 7              |
| Florent Serra     | Francia     | 48       | 8              |

- Teste di serie basate sul ranking al 27 aprile 2009

### Altri partecipanti
Giocatori che hanno ricevuto una Wild card:
- Gilles Simon
- Gastón Gaudio
- Rui Machado

Giocatori passati dalle qualificazioni:

- Pablo Cuevas
- Michail Kukuškin
- Ricardo Hocevar
- Ryan Sweeting

## Partecipanti WTA

### Teste di serie
| Giocatrice          | Nazionalità     | Ranking* | Testa di serie |
| ------------------- | --------------- | -------- | -------------- |
| Iveta Benešová      | Repubblica Ceca | 29       | 1              |
| Marija Kirilenko    | Russia          | 38       | 2              |
| Sorana Cîrstea      | Romania         | 40       | 3              |
| Sabine Lisicki      | Germania        | 42       | 4              |
| Petra Kvitová       | Repubblica Ceca | 48       | 5              |
| Ekaterina Makarova  | Russia          | 51       | 6              |
| Shahar Peer         | Israele         | 53       | 7              |
| Anna-Lena Grönefeld | Germania        | 57       | 8              |

- Teste di serie basate sul ranking al 27 aprile 2009

### Altri partecipanti
Giocatrici che hanno ricevuto una Wild card:
- Neuza Silva
- Frederica Piedade
- Maria João Koehler

Giocatrici passate dalle qualificazioni:

- Eva Fernández-Brugués
- Sharon Fichman
- Sílvia Soler Espinosa
- Elena Bovina

## Campioni

### Singolare maschile
Albert Montañés ha battuto in finale  James Blake con il punteggio di 5–7, 7–6(6), 6–0

### Singolare femminile
Yanina Wickmayer ha battuto in finale  Ekaterina Makarova con il punteggio di 7–5, 6–2

### Doppio maschile
Eric Butorac /  Scott Lipsky hanno battuto in finale  Martin Damm /  Robert Lindstedt con il punteggio di 6–3, 6–2

### Doppio femminile
Raquel Kops-Jones /  Abigail Spears hanno battuto in finale  Sharon Fichman /  Katalin Marosi con il punteggio di 2–6, 6–3, [10–5]

## Montepremi e Punti
| Turno         | Singolare maschile | Singolare maschile | Doppio maschile | Doppio maschile | Singolare femminile | Singolare femminile | Doppio femminile | Doppio femminile |
| Turno         | Montepremi (€)     | Punti              | Montepremi (€)  | Punti           | Montepremi (€)      | Punti               | Montepremi (€)   | Punti            |
| ------------- | ------------------ | ------------------ | --------------- | --------------- | ------------------- | ------------------- | ---------------- | ---------------- |
| Vincitore     | 74,300             | 40                 | 26,500          | 40              | 19,150              | 280                 | 5,645            | 280              |
| Finalista     | 43,700             | 28                 | 15,600          | 28              | 10,325              | 200                 | 3,045            | 200              |
| Semifinalista | 25,700             | 18                 | 9,150           | 18              | 5,560               | 130                 | 1,640            | 130              |
| Quarti        | 15,120             | 10                 | 5,150           | 10              | 2,995               | 70                  | 879              | 70               |
| Ottavi        | 8,900              | 3                  | 1,700           | 1               | 1,610               | 30                  | 472              | 1                |
| Sedicesimi    | 5,230              | 0                  | -               | -               | 865                 | 1                   | -                | -                |